# 벌링게임 조약
벌링게임 조약(Burlingame Treaty) 또는 1868년 벌링게임-시어드 조약(Burlingame-Seward Treaty of 1868)은 미국과 중국 사이에 체결된 조약으로 1858년 〈톈진 조약〉을 수정하여, 양국 사이에 공식적 우호 관계를 확립한 것이다.  이것은 미국이 중국을 최혜국 지위를 허용한 것이다. 이 조약은 1868년 워싱턴 D.C.에서 서명되었으며, 1869년 베이징에서 비준을 했다.

## 같이 보기
- 윌리엄 H. 수어드